# George Young (Mediziner)
George Young (* im 18. Jahrhundert, † im 19. Jahrhundert) war ein britischer Mediziner.

## Leben
George Young war ein britischer Chirurg und wirkte in der Zeit um 1822 als Vizepräsident der chirurgischen Akademie und als Senior der Chirurgen des Armeninstituts in der Aldersgate-Street in London.
Am 28. November 1822 wurde George Young unter der Präsidentschaft des Mediziners und Naturforschers Christian Gottfried Daniel Nees von Esenbeck mit dem akademischen Beinamen Hunter unter der Matrikel-Nr. 1262 als Mitglied in die Kaiserliche Leopoldino-Carolinische Akademie der Naturforscher aufgenommen. Sein gewählter Beiname war eine Reverenz an den im 18. Jahrhundert am Londoner St. George’s Hospital wirkenden Chirurgen John Hunter, der als Begründer der experimentellen wissenschaftlichen Chirurgie gilt.